# خوتکاهای سیبری
خوتکاهای سیبری (نام علمی: Sibirionetta) سرده‌ای از مرغابیان روآبچر است که شامل دو گونه است، یک گونه موجود خوتکای بایکال (Sibirionetta formosa) و گونه فسیلی خوتکای Sibirionetta formozovi از اوایل پلیستوسن در بایکال سیبری.